# Hylaia dryadella
Hylaia dryadella là một loài bọ cánh cứng trong họ Endomychidae. Loài này được Wurst miêu tả khoa học năm 1997.